# Perlat Musta
Perlat Musta (n. 15 octombrie 1958 în Vlore, Albania) este un fost portar albanez.
A jucat pentru echipele:
- Partizani Tirana (1978-1991)
- Dinamo București (1991-1994)
- Progresul București (1992-1993)
- Partizani Tirana (1994-1996)